# Arma de fogo
Várias armas de fogo de infantaria
Uma arma de fogo é um tipo de arma capaz de disparar um ou mais projéteis em alta velocidade através de uma ação pneumática provocada pela expansão de gases resultantes da queima de um propelente de alta velocidade. Este processo de queima subsônica é tecnicamente conhecido como deflagração, em oposição a combustão supersônica conhecida como detonação. Em armas de fogo mais antigas, o propulsor era tipicamente a pólvora negra ou a cordite, mas armas de fogo modernas usam a pólvora sem fumaça de base simples ou dupla ou outros propelentes. A maioria das armas de fogo mais modernas (com a exceção das armas de alma lisa) tem canos raiados (ranhuras internas espiraladas) para dar giro em movimento helicoidal ao projétil visando dar melhor estabilidade ao voo do mesmo e consequentemente mais precisão a distâncias maiores. A munição, outro elemento distinto da arma, é imprescindível para o funcionamento da arma de fogo moderna.

## História
Começando por volta de 700 d.C., cientistas e os inventores na China Antiga desenvolveram diferentes graduações de pólvora e inovaram diferentes tipos de armas de fogo incluindo lanças de fogo de alma lisa de um único tiro, armas de canos múltiplos, foguetes de artilharia de lançamento múltiplo e o primeiro canhão no mundo feito de bronze modelado.
A mais antiga representação de uma arma de fogo é uma escultura de uma caverna em Xixuão, na China. A escultura data do século XII e é de uma figura carregando um vaso em forma de uma bombarda com chamas e uma bala de canhão saindo dela. A arma mais antiga, feita de bronze, foi datada de 1288, porque foi descoberta em um sítio do atual distrito de Acheng, Heilongjiang, China, onde os Yuan Shi registraram que batalhas foram travadas naquela época.
Os europeus, árabes e coreanos, todos obtiveram armas de fogo no século XIV. Os turcos, persas e os indianos, todos tinham armas de fogo o mais tarde no século XV, em cada caso, direta ou indiretamente dos europeus. Os japoneses não as adquiriram até o ano de 1500, quando as adquiriram dos portugueses. Os chamados Impérios da Pólvora do início do período moderno consistiam no Império Mogol, no Império Safávida e no Império Otomano.
No período da renascença foram introduzidas as primeiras armas de fogo para combatentes individuais. Surgem armas como o arcabuz, o bacamarte e o canhão de mão.
David Nicolle notou que o corpo dos janízaros do exército otomano usavam armas com fecho de mecha a partir da década de 1440. Robert Elgood teoriza que o exército otomano e os exércitos dos estados italianos usaram o arcabuz no século XV, mas isso poderia ser tipos de canhão de mão, não um mecanismo de gatilho. Ele concordou que armas com fecho de mecha apareceram pela primeira vez em 1470 na Alemanha.
Versões melhoradas do arcabuz foram transportadas para a Índia pelo imperador Babur em 1526.
Durante as dinastias Ming e Qing o mosquete com feche de mecha era usado na China. Os chineses usavam o termo "arma de pássaro" para se referir aos mosquetes.
Apesar do surgimento de sistemas de ignição mais avançados, como a pederneira, o baixo custo de produção, a simplicidade e a alta disponibilidade do fecho de mecha mantiveram-no em uso nos exércitos europeus até cerca de 1720, data aproximada de quando foi substituído pela pederneira como principal mecanismo de detonação das armas de fogo do soldado de infantaria europeu. No Japão, o fecho de mecha continuou a ver o uso militar até meados do século XIX. Na China, armas de fecho de mecha ainda estavam sendo usadas por soldados do exército imperial em meados do século XIX.
No período pré-Napoleônico e na época das guerras Napoleónicas o mosquete e a espingarda de pederneira já eram as principais armas de fogo das forças armadas europeias. A pederneira foi o principal mecanismo de detonação de armas de fogo até a segunda metade do século XIX, quando veio a ser preterido pelo mecanismo de percussão, com o advento dos cartuchos.
O desenvolvimento concernente as armas de fogo foi acelerado durante os anos 1800 e 1900. O carregamento pela culatra tornou-se mais ou menos um padrão universal para o recarregamento da maioria das armas de fogo de mão e continua a sê-lo com algumas notáveis exceções (como os morteiros). Em vez de recarregar os cartuchos individuais nas armas, cartuchos com várias munições foram adotados - esses proporcionavam um rápido recarregamento. Mecanismos de disparo automáticos e semiautomáticos significavam que um único soldado podia disparar muitas balas por minuto do que podia uma arma de fogo antiga no decorrer de uma batalha.
Na Guerra Mexicano-Americana (1846–1848), ambos os exércitos, americano e mexicano usavam mosquetes de alma lisa. Na Guerra da Secessão (1861-1865), foram usados concomitantemente o mosquete, de carregamento pela boca, o rifle e a carabina, de carregamento pela culatra. O Exército da União dispunha de mais rifles e carabinas, ao passo que o Exército Confederado dispunha de mais mosquetes durante o conflito, o que dava uma vantagem ao primeiro nas batalhas campais. No mesmo período, na Guerra do Paraguai (1864–1870), uma espingarda muito usada pelo Exército Brasileiro foi o fuzil Minié mas muitas tropas ainda usavam a espingarda de pederneira.
Na Primeira Guerra Mundial (1914–1918), todos os países incorporaram o mecanismo de ação de ferrolho aos seus rifles. O rifle modelo 98 alemão é um exemplo deste tipo de arma. Os canhões dispunham de munição especializada, com cápsulas de alta explosão, tipo shrapnel, de gás e incendiárias. Mas a grande vedete deste conflito foi a metralhadora. As pistolas, como a Luger, se destacaram no conflito, principalmente na guerra de trincheiras.
Na Segunda Guerra Mundial (1939–1945), houve um grande desenvolvimento das armas de fogo. A submetralhadora, que já estava presente nos arsenais do mundo desde a década de 1930, tornou-se um equipamento muito utilizado. Entre os modelos mais populares citam-se as MP40 Schmeisser, Sten, Thompson, a finlandesa Suomi KP/-31 e a russa PPSh-41.
Ao partir do fim da segunda guerra, o fuzil de assalto transformou radicalmente o poder de fogo dos soldados de infantaria, Polímeros e ligas na construção de armas de fogo tornaram, progressivamente, os armamentos mais leves e portanto mais fáceis de ser transportados. A munição mudou ao longo dos séculos a partir de projéteis em forma de uma simples bola de metal que se sacudia dentro do cano da arma a cartuchos fabricados com altos padrões de tolerância. Especialmente no século passado, uma atenção especial foi dedicada a precisão e a mira para fazer das armas de fogo no geral mais precisas do que nunca. A precisão dos canhões foi melhorada significantemente com o advento da revolução digital e eletrônica. Mais do que qualquer fator, porém, as armas de fogo têm proliferado devido ao advento da produção em massa – permitindo que os fabricantes de armas possam produzir grandes quantidades de armamento com um padrão consistente.
Dito isto, o princípio básico por trás a operação das armas de fogo permanece inalterado até hoje. Espingardas fabricadas há vários séculos ainda são semelhantes em princípio a um rifle de assalto moderno – usando a expansão dos gases para propelir projéteis a longas distâncias – embora de forma menos precisa e rápida.

## Armas de fogo no Brasil
A Lei Brasileira divide fundamentalmente dois tipos de arma de fogo:
1. De uso permitido, que são os armamentos autorizados a civis de uma forma geral, para defesa domiciliar;
2. De uso restrito, que pode ser utilizado pelas Forças Armadas, instituições de segurança pública, como a Polícia Federal, Polícia Militar, Polícia Civil, Força Nacional entre outros e ainda alguns agentes públicos conforme a Constituição Federal de 1988.

A posse e o porte de armas de fogo são um dos assuntos mais polêmicos na democracia, e fazem parte de diversas discussões em diversos países, incluindo o Brasil (ver: Controle de armas). Portanto duas definições devem ser esclarecidas:
- Posse de arma: Ter a arma em casa para própria defesa, não podendo sair às ruas com ela;
- Porte de arma: Ter a arma junto ao corpo de forma escondida, mesmo em locais públicos.

No Brasil, a mudança mais recente foi a lei chamada de Estatuto do Desarmamento, que entrou em vigor no ano de 2003 e impunha mais rigidez às condições de compra e porte de arma de fogo no Brasil. A maior rigidez se deve à atuação discricionária e sem de critérios objetivos atribuída Polícia Federal (PF) em julgar os pedidos de compra de arma para defesa pessoal, que em muitos casos são negados. Após a compra da arma, o cidadão pode ter a arma dentro de casa (posse), mas não pode levá-la à rua (porte). Para o porte é necessário outro pedido à PF, cuja autorização é ainda mais rara.
No ano de 2015, no entanto, ganhou força o Projeto de Lei 3 722 de 2012, que mantém muitas restrições do Estatuto do Desarmamento (como a necessidade de teste psicológico, teste de tiro, comprovação de não estar envolvido em crimes dolosos e até de ter um emprego de carteira assinada) porém diminui a idade mínima para 21 anos. Esse projeto é visto como liberal por jornalistas, mas é classificado como muito rigoroso por especialistas comparada a países onde existe o acesso formal às armas.

## Princípio de funcionamento
- Força Muscular do Atirador

- Ação de alavanca

- Ação de bombeamento ("Pump action")

- Ação de ferrolho

### Partes de uma arma de fogo
São partes de uma arma de fogo:
- Armação (estrutura que abriga/protege o mecanismo);
- Municiador ou carregador (nem todas o possuem);
- Câmara de expansão dos gases;
- Cão ou sem cão;
- Culatra (ver: Bloqueio da culatra);
- Sistema de disparo ou percussão, incluindo o gatilho;
- Sistema de segurança (nem todas o possuem);
- Sistema de mira (nem todas o possuem);
- Cabo, coronha ou dispositivo de ancoragem (nem todas o possuem);
- Cano ou tubo;

|                                               |                                       |                                                          |
| Fuzil Mannlicher–Schönauer (Áustria-Hungria). | Metralhadora Lewis (EUA-Reino Unido). | Beretta Px4 Storm, arma curta PDW (para defesa pessoal). |

### Tipos de projéteis

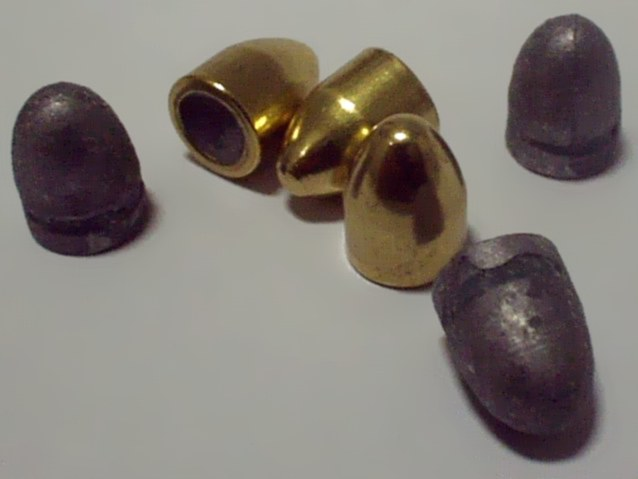
Projéteis

Os primeiros projéteis utilizados eram bolas inertes de ferro fundido ou de pedra. Então, para as armas de menor calibre eram utilizados no tiro (pequenos pedaços de ferro ou chumbo). São atualmente utilizados projéteis encapsulados em uma jaqueta contendo tanto a parte útil (o projétil), quanto a propulsão (explosão mistura) e um gatilho iniciá-lo. Uma arma é compartimentada para munições definidas estritamente quanto a forma e as dimensões (calibre, tamanho e morfologia, mas também o seu soquete) e o tipo de fogo. Uma munição pode estar disponível em versões diferentes, incluindo cargas e projéteis diferentes.
O conteúdo da parte útil pode variar muito dependendo do tipo de uso da arma:
- Metralha;
- Projétil. A ponta pode ser do tipo ogival, canto-vivo, semicanto-vivo, ogival de ponta plana, cone truncado, semiogival e de ponta oca;
- Bola redonda;
- Projétil jaquetado, encamisada;
- Carga explosiva;
- Carga moldada;
- Carga química;
- Carga biológica.

## Tipos de armas de fogo
As armas de fogo podem ser divididas em armas de artilharia, se a operação envolve vários homens e a arma é dirigida não a um único adversário, como canhões e obuseiros; e armas de fogo portáteis como pistolas, fuzis, submetralhadoras e metralhadoras onde as armas podem ser usadas e tomadas individualmente. Por definição, uma arma portátil deve ser de um calibre inferior a 20 mm, pesar menos de 20 kg e ter balas de fogo inertes.
Abaixo estão listados os diversos tipos de armas de fogo usados pelos exércitos, tanto atuais quanto antigos:
|                                                                                 | |                                                                                       |                                       |
| Pistola no calibre .45 ACP no momento do disparo, ejetando o estojo deflagrado. | Diversas armas de fogo com silenciadores. Na imagem, de cima para baixo: IWI Uzi; AR-15; Heckler & Koch USP; Beretta 92FS e SIG Sauer Mosquito. | LAPA FA-03: fuzil do tipo bullpup projetado pelo brasileiro Nelmo Suzano (1930-2013). | Espingarda usada em esportes de tiro. |

### Portáteis
- Arcabuz
- Bacamarte
- Bazuca
- Bullpup
- Caçadeira
- Carabina
- Espingarda automática
- Espingarda
- Fuzil de assalto
- Fuzil de precisão
- Garrucha
- Lazarina
- Metralhadora
- Mosquete
- Pistola
- Pistola-metralhadora/Submetralhadora
- Revólver
- Revólver pimenteiro
- Rifle

#### Equipamento de resgate
- Pistola sinalizadora
- Canhão Lyle

### Artilharia
- Canhão
- Canhão automático
- Caronada
- Colubrina
- Falconete
- Morteiro
- Obuseiro

## Função
Armas de fogo também são categorizadas por seu ciclo de funcionamento ou "ação", o que descreve o seu processo de carga, disparo e descarga.[carece de fontes?]

### Manual
O modo mais antigo de funcionamento para armas de fogo. Armas manuais podem ser divididas em duas categorias: de tiro único ou de repetição. Armas de tiro único só podem ser disparadas uma vez por cano, e então devem ser recarregadas via mecanismo externo ou uma série de passos. Armas manuais de repetição podem disparar diversos tiros sem necessitar de recarga, mas só disparam uma vez por aperto de gatilho. A arma deve, após cada tiro, ser engatilhada por meio de um mecanismo interno.

### Semiautomática
Armas semiautomáticas, assim como as manuais, só podem disparar uma vez a cada puxão do gatilho. No entanto, ao contrário das manuais, estas engatilham a próxima bala automaticamente após cada tiro, permitindo ao usuário apertar o gatilho novamente sem mais passos. Estas armas, embora sejam muitas vezes confundidas com "rifles de assalto" ou "armas automáticas" (ver adiante), não podem ser classificadas como tais, pois não permanecem atirando enquanto há pressão no gatilho.

### Automática
Armas de fogo automáticas continuam a atirar projétil após projétil enquanto o gatilho estiver pressionado, até se acabar a carga do carregador, ou até que o operador retire a pressão do gatilho. A primeira arma automática foi a Metralhadora Gatling, que era montada sobre uma carroça e operada via manivela. Projetos de armas automáticas como são conhecidas hoje começaram durante a Primeira Guerra Mundial. A grande maioria das armas automáticas são consideradas armas longas, pois o recuo de vários tiros sendo disparados ao mesmo tempo é melhor controlado com duas mãos, mas também há pistolas automáticas em existência.

### Fogo seletivo
Fogo seletivo designa as armas com capacidade de alternar seu modo de fogo entre semiautomático e automático, por meio de um pino seletor. Muitas incluem um modo para limitar a quantidade de balas atiradas automaticamente, normalmente 2 ou 3 balas por aperto de gatilho. Fogo seletivo é comum em armas de assalto do final do século XX e do século XXI.